# Himalaphantes martensi
Himalaphantes martensi là một loài nhện trong họ Linyphiidae.
Loài này thuộc chi Himalaphantes. Himalaphantes martensi được Konrad Thaler miêu tả năm 1987.